# 短歌新聞社
短歌新聞社（たんかしんぶん）は東京都杉並区高円寺南にかつて存在した出版社である。

## 概要
1953年（昭和28年）10月10日、石黒清介が短歌新聞を創刊。石黒は公平な新聞の刊行のため、それまで関係していた同人誌結社を辞退、スポンサーやパトロンも持たなかった。その後も歌集など短歌関連の書籍を刊行し、1977年（昭和52年）6月25日には雑誌、短歌現代を創刊する。1997年（平成9年）、1998年（平成10年）には163冊の歌集を出しており、その後同社は会社解散に至るまで歌集の刊行数が1位であった。